# Pawłowiczki (gromada)
Pawłowiczki – dawna gromada, czyli najmniejsza jednostka podziału terytorialnego Polskiej Rzeczypospolitej Ludowej w latach 1954–1972.
Gromady, z gromadzkimi radami narodowymi (GRN) jako organami władzy najniższego stopnia na wsi, funkcjonowały od reformy reorganizującej administrację wiejską przeprowadzonej jesienią 1954 do momentu ich zniesienia z dniem 1 stycznia 1973, tym samym wypierając organizację gminną w latach 1954–1972.
Gromadę Pawłowiczki z siedzibą GRN w Pawłowiczkach utworzono – jako jedną z 8759 gromad na obszarze Polski – w powiecie kozielskim w woj. opolskim, na mocy uchwały nr VII/22/54 WRN w Opolu z dnia 4 października 1954. W skład jednostki weszły obszary dotychczasowych gromad Pawłowiczki, Przedborowice i Chrósty ze zniesionej gminy Pawłowiczki w tymże powiecie. Dla gromady ustalono 20 członków gromadzkiej rady narodowej.
31 grudnia 1959 do gromady Pawłowiczki włączono wsie Ucieszków i Dobieszów ze zniesionej gromady Ucieszków w tymże powiecie.
31 grudnia 1961 do gromady Pawłowiczki włączono wieś Ostrożnica ze zniesionej gromady Ostrożnica w tymże powiecie; z gromady Pawłowiczki wyłączono natomiast: a) wieś Dobieszów, włączając ją do gromady Maciowakrze, i b) wieś Uciszków (Ucieszków), włączając ją do znoszonej gromady Grudynia Wielka – tamże.
1 stycznia 1969 do gromady Pawłowiczki włączono wsie Maciowakrze, Dobrosławice, Dobieszów i Radoszowy ze zniesionej gromady Maciowakrze w tymże powiecie.
Gromada przetrwała do końca 1972 roku, czyli do kolejnej reformy gminnej. 1 stycznia 1973 w powiecie kozielskim utworzono gminę Pawłowiczki (od 1999 gmina znajduje się w powiecie kędzierzyńsko-kozielskim).